# Dicobaltphosphid
Dicobaltphosphid ist eine chemische Verbindung des Cobalts aus der Gruppe der Phosphide. Neben Cobalt(II)-phosphid existieren mit den ebenfalls grauen Cobalttriphosphid CoP3 und Cobaltmonophosphid CoP noch andere Cobaltphosphide.

## Gewinnung und Darstellung
Dicobaltphosphid kann (wie auch die anderen Cobaltphosphide) durch Reaktion eines stöchiometrischen Gemisches von Cobalt mit rotem Phosphor bei 650–700 °C gewonnen werden.
{\displaystyle \mathrm {2\ Co+P\longrightarrow Co_{2}P} }

## Eigenschaften
Dicobaltphosphid ist ein grauer Feststoff, der unlöslich in Wasser ist. Er ist löslich in Salpetersäure. Er besitzt eine orthorhombische Kristallstruktur mit der Raumgruppe Pnma (Raumgruppen-Nr. 62) und den Gitterparametern a = 6,638 Å, b = 5,67 Å und c = 3,52 Å. Die Struktur entspricht einer anti-PbCl2-Struktur.